# Ödön von Horváth

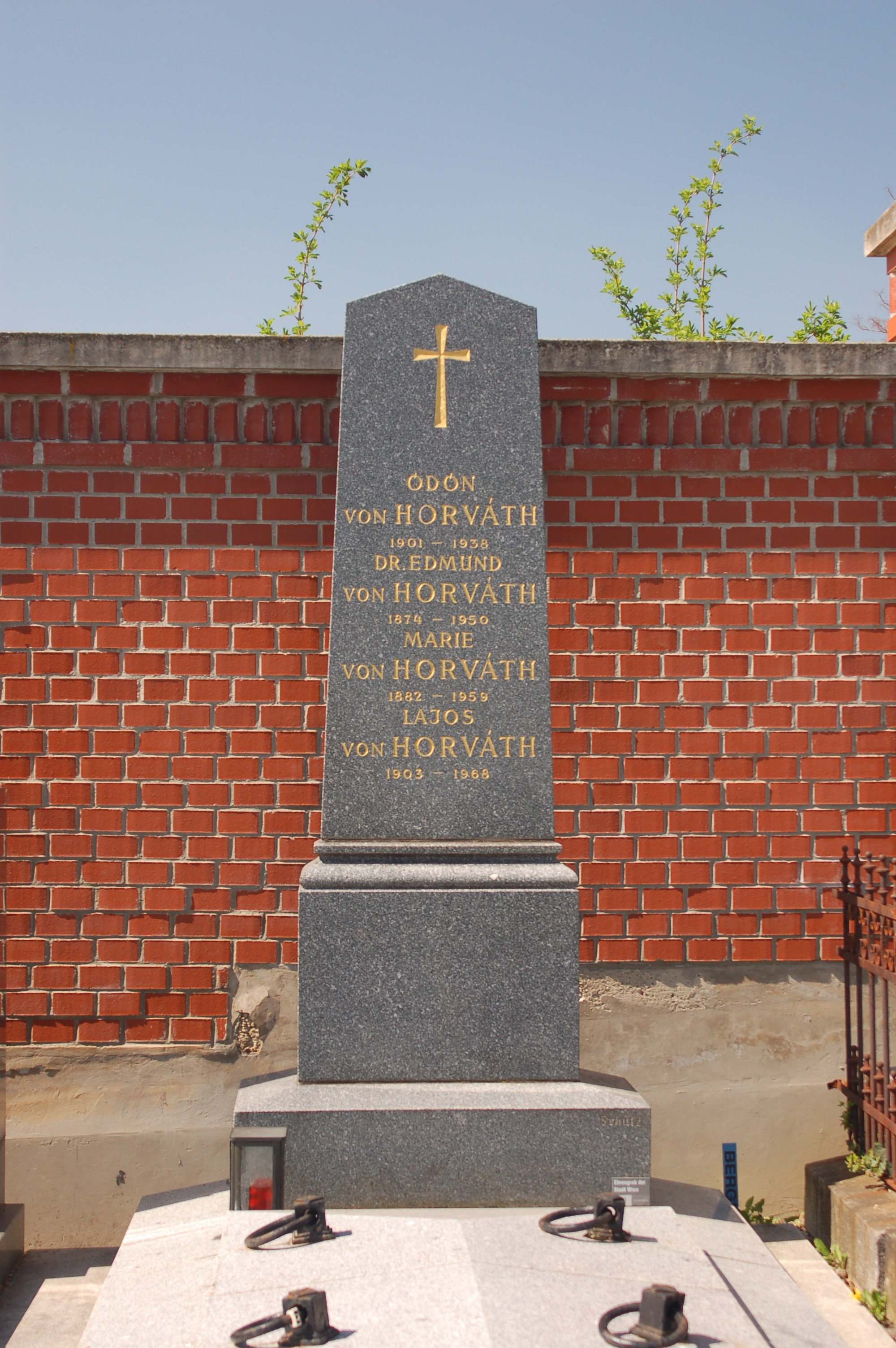
Hrob Ödöna von Horvátha na hřbitově Heiligenstädter Friedhof v Döblingu (Vídeň)

Ödön von Horváth (9. prosince 1901 Sušak, Rijeka – 1. června 1938 Paříž) byl německy píšící dramatik a spisovatel, který pocházel z Rakouska-Uherska (dnešní území Chorvatska). Byl označován dobovou kritikou za „opravdový dramatický talent“, ale i za „okrasu tábora německých komunistů“. Vedle Brechta je považován za nejkritičtěji píšícího německého dramatika.

## Život
Narodil se v rodině maďarského šlechtice a rakousko-uherského diplomata Dr. Edmunda Josefa von Horvátha (1874–1950) a jeho německé ženy Marie Hermine (rozené Prehnal, 1882-1959). Dětství prožil v místech otcova diplomatického působení, tedy v Bělehradě, Budapešti, Bratislavě, Vídni a v Mnichově. Navštěvoval školy s různými vyučovacími jazyky, němčinou i maďarštinou.
V roce 1918 pobývala rodina v Bratislavě a v Budapešti, kde je zastihl konec války. Po válce odcestoval ke strýci do Vídně, aby složil maturitu. Pak odešel do Mnichova, kde dva roky studoval na univerzitě divadelní vědu, filozofii i germanistiku. V roce 1923 se vrátil k rodičům, kteří měli dům v hornobavorském Murnau, a věnoval se psaní. Dalšího roku odešel do Berlína.
Zde nejprve publikoval krátké texty, později zařazené do sbírky Sportmärchen. První drama Na krásné vyhlídce (drama morálky, lásky a lidské důstojnosti) napsal v roce 1926. Sympatizoval s Německou ligou pro lidská práva. Pro svou kritičnost byl považován za levicově smýšlejícího člověka.[zdroj?]
První úspěch slavil se svou „lidovou“ hrou Povídky z Vídeňského lesa (Geschichten aus dem Wiener Wald), inspirovanou Johannem Nepomukem Nestroyem a tradicí vídeňských lidových her. Po nástupu fašismu v Německu uprchl nejprve do Rakouska, pak do Československa a nakonec do Paříže. Zde tragicky zahynul, když na něj během bouřky spadla ulomená větev stromu.

## Dílo

### Divadelní hry
- Mord in der Mohrengasse (vznik: 1923–1924/první uvedení:1980)
  - hra vznikla někdy v období let 1923 až 1924, poprvé byla však uvedena až rok 1980 ve Vídni
- Na krásné vyhlídce (Zur schönen Aussicht, 1926–1927/1969)
  - vznik 1926/27, světová premiéra: 1969, Štýrský Hradec
- Benátská noc (Italienische Nacht, 1931)
  - světová premiéra: 20. března 1931, Theater am Schiffbauerdamm, Berlín
- Povídky z Vídeňského lesa (Geschichten aus dem Wiener Wald, 1931)
  - světová premiéra: 2. listopadu 1931, Deutsches Theater, Berlín
- Víra, naděje, láska (Glaube, Liebe, Hoffnung, 1936)
  - světová premiéra: 13. listopadu 1936 pod názvem Liebe, Pflicht und Hoffnung, Theater für 49, Vídeň
- Kazimír a Karolína (Kasimir und Karoline, 1932/1961)
  - světová premiéra: 18. listopadu 1932, Leipziger Schauspielhaus, Lipsko
  - tiskem hra vyšla poprvé až roku 1961
- Neznámá ze Seiny (Die Unbekannte aus der Seine, 1933)
- Don Juan se vrací z války (Don Juan kommt aus dem Krieg, 1936)
- Figarův rozvod (Figaro lässt sich scheiden, 1936/1959)
  - světová premiéra: 2. dubna 1937, Kleine Bühne des Deutschen Theaters, Praha
  - tiskem poprvé až roku 1959
- Soudný den (Der jüngste Tag, 1937)

### Romány
- Třicet šest hodin (Sechsunddreißig Stunden) 1929
- Věčný šosák (Der ewige Spießer) 1930
- Mládež bez Boha (Jugend ohne Gott) 1937
- Dítě naší doby (Ein Kind unserer Zeit) 1938
- Století ryb (Das Zeitalter der Fische; název společného vydání Mládeže bez boha a Dítěte naší doby)

### Česká vydání (výběr)
(řazeno chronologicky od nejnovějšího)
- Věčný šosák. Povznášející román ve třech dílech
  - z německého originálu Der ewige Spießer přeložila Hana Linhartová, Praha : Akropolis, 2013
- Kazimír a Karolína. [lidová hra]
  - z německého originálu Kazimir und Karoline přeložil Josef Balvín, texty písní přeložil Josef Mlejnek, Praha: Artur, 2008
- Hry
  - z německých originálů přeložili Josef Balvín … et al., Praha: Divadelní ústav, 2002
  - obsahuje hry Na krásné vyhlídce, Sládek, voják černé armády, Benátská noc, Povídky z Vídeňského lesa, Kazimír a Karolína, Víra, naděje, láska, Neznámá ze Seiny, Figarův rozvod, Don Juan se vrací z války a Soudný den
- Bábinčina smrt
  - z německých originálů vybrala, přeložila a doslovem opatřila Ivana Vízdalová, Praha: Akropolis, 1998
- Figarův rozvod
  - z něm. přel. Jarmila Hrubešová, Praha: Dilia, 1988
- Soudný den
  - přel. Jarmila Hrubešová, Praha: Dilia, 1988
- Století ryb (Mládež bez Boha. Dítě naší doby)
  - z něm. přel. a předml. naps. Lucy Topoľská, podle graf. osnovy Františka Muziky připravila Hana Keslová, Praha: Odeon, 1986
- Století ryb
  - z něm přel. a předml. naps. Lucy Topoľská, Praha: Odeon, 1984
- Benátská noc. Lidová hra
  - z něm. orig. Italienische Nacht přel. Josef Balvín, Praha: Dilia, 1979
- Víra, naděje, láska. Malý tanec smrti
  - z něm. orig. Glaube, Liebe, Hoffnung přel. Valerie Sochorovská, Praha: Dilia, 1976
- Kazimir a Karolína. Lidová hra
  - z něm. orig. Kasimir und Karoline přel. Jiří Stach, Praha: Dilia, 1975
- Don Juan se vrací z války. Hra
  - z něm. orig. Don Juan kommt aus dem Krieg přel. Jarmila Hrubešová, Praha: Dilia, 1968
- Povídky z Vídeňského lesa. Lidová hra o třech částech
  - přeložil Jiří Stach ; texty písní přeložil Pavel Kopta, Praha: Dilia, 1968
- Povídky z Vídeňského lesa a jiné hry
  - z něm. originálů Geschichten aus dem Wiener Wald, Die Unbekannte aus der Seine, Figaro lässt sich scheiden přel. Jiří Stach, Karla Kvasničková, Jarmila Hrubešová, doslovem opatřil Jindřich Černý, Praha: Orbis, 1968

### Rozhlasová zpracování v Českém rozhlasu
- 1992 Figarův rozvod – zpracováno v Českém rozhlasu v roce 1992 jako rozhlasová hra. Překlad: Jarmila Hrubešová, hudba: Jiří Váchal, dramaturgie: Oldřich Knitl, režie: Michal Pavlík. Osoby a obsazení: hrabě Almaviva (Jiří Adamíra), hraběnka, jeho žena (Jana Štěpánková), Figaro (Boris Rösner), Zuzana, jeho žena (Jana Paulová), lesní adjunkt (Pavel Trávníček), porodní bába (Nina Divíšková), řídící učitel a průvodce (Radim Vašinka), Antonio (Soběslav Sejk), Fanchetta, jeho dcera (Taťjana Medvecká), Pedrillo (Michal Pavlata), strážmistr (Miroslav Středa), komisař (Jiří Hálek), Cherubín (Pavel Soukup), host (Miroslav Moravec), důstojník (Bořivoj Navrátil) a další.[4]
- 2002 Povídky z Vídeňského lesa – zpracováno Českým rozhlasem jako rozhlasová hra[5], překlad: Jiří Stach a Pavel Kopta, rozhlasová úprava: Miroslav Stuchl, dramaturgie Jana Paterová, režie Markéta Jahodová
- 2010 Století ryb – zpracováno jako rozhlasová dramatizace: přeložila Lucy Topoľská. Dramatizace a režie Ivo Krobot. Hudba Lubor Šonka. Dramaturg Martin Velíšek. Osoby a obsazení: Učitel (Vladimír Javorský), Matka učitele (Růžena Merunková), Otec učitele (Karel Pospíšil), Žák B (Jiří Suchý), Žák N (Vojtěch Hájek), Ředitel + sluha (Zdeněk Maryška), Nelly (Miroslava Pleštilová), Caesar (Alois Švehlík), Farář (Jan Hartl), Šikovatel (Miroslav Táborský), Sedlák + vrátný (Ivo Kubečka) a další. Natočeno v roce 2010, Český rozhlas.[6]
- 2011 Neznámá ze Seiny – zpracováno v Českém rozhlasu jako rozhlasová hra, překlad Jiří Stach, rozhlasová úprava a dramaturgie Renata Venclová, režie Aleš Vrzák, Hráli: Albert (Martin Finger), Silberling (Pavel Rímský), Nicolo (Václav Neužil), Irena (Dana Černá), Emil (Radek Holub), Arnošt (Kamil Halbich), Neznámá (Šárka Vaculíková), Domovnice (Bohumila Dolejšová), Klára (Týna Průchová), policista (Oldřich Vlach) a Lucille (Klára Sedláčková-Oltová).[7]
- 2020 Soudný den - zpracováno v Českém rozhlasu jako rozhlasová hra, překlad Jarmila Hrubešová, hudba Miroslav Tóth, dramaturgie Renata Venclová, režie Vít Vencl. Osoby a obsazení: Tomáš Hudetz (Honza Hájek), Paní Hudetzová (Dana Černá), Alfons (Martin Myšička), Hostinský (Václav Vydra), Anna (Klára Suchá), Ferdinand (Ladislav Hampl), Lena (Klára Sedláčková-Oltová), Paní Leimgruberová (Jana Boušková), Lesní dělník (Martin Zahálka), Četník (Petr Lněnička), Obchodní cestující (Jiří Suchý z Tábora), Topič Kohut (Jan Krafka), Státní zástupce (Aleš Procházka), Kriminalista (Tomáš Karger), Pochůzkář (Hanuš Bor), Pokorný (Jiří Vyorálek), Host (Jiří Maryško) a další.[8]